# Harebrained Schemes
Harebrained Schemes (HBS) — дочірня компанія Paradox Interactive від червня 2018 року, яка займається розробкою відеоігор й розташовується в Сіетлі, США.
Заснована 2011 року Джорданом Вайзменом і Мітчем Гітельманом, того ж року новоутворена компанія розробила першу мобільну гру, стратегію в реальному часі, Crimson: Steam Pirates. Наступного року було розроблено ще одну мобільну гру, Strikefleet Omega. Ігри були схвально оцінені критиками й гравцями, тому компанія вирішила розробити проект більшого масштабу. Протягом декількох років HBS працювала над серією відеоігор Shadowrun (Shadowrun Returns, Shadowrun Dragonfall та Shadowrun Hong Kong), через що і стала відомою. Також на рахунку компанії є настільна гра, Golem Arcana, в якій більша частина керування здійснюється за допомогою спеціального застосунку на смартфоні. Також HB Schemes випустила action RPG, roguelike відеогру, Necropolis, яка опісля виходу отримала змішані відгуки від гравців та критиків. Влітку 2015 року в компанії налічувалося до 60 співробітників.
24 квітня 2018 року на Microsoft Windows та MacOS вийшла остання відеогра компанії, покрокова стратегія, BattleTech.

## Історія

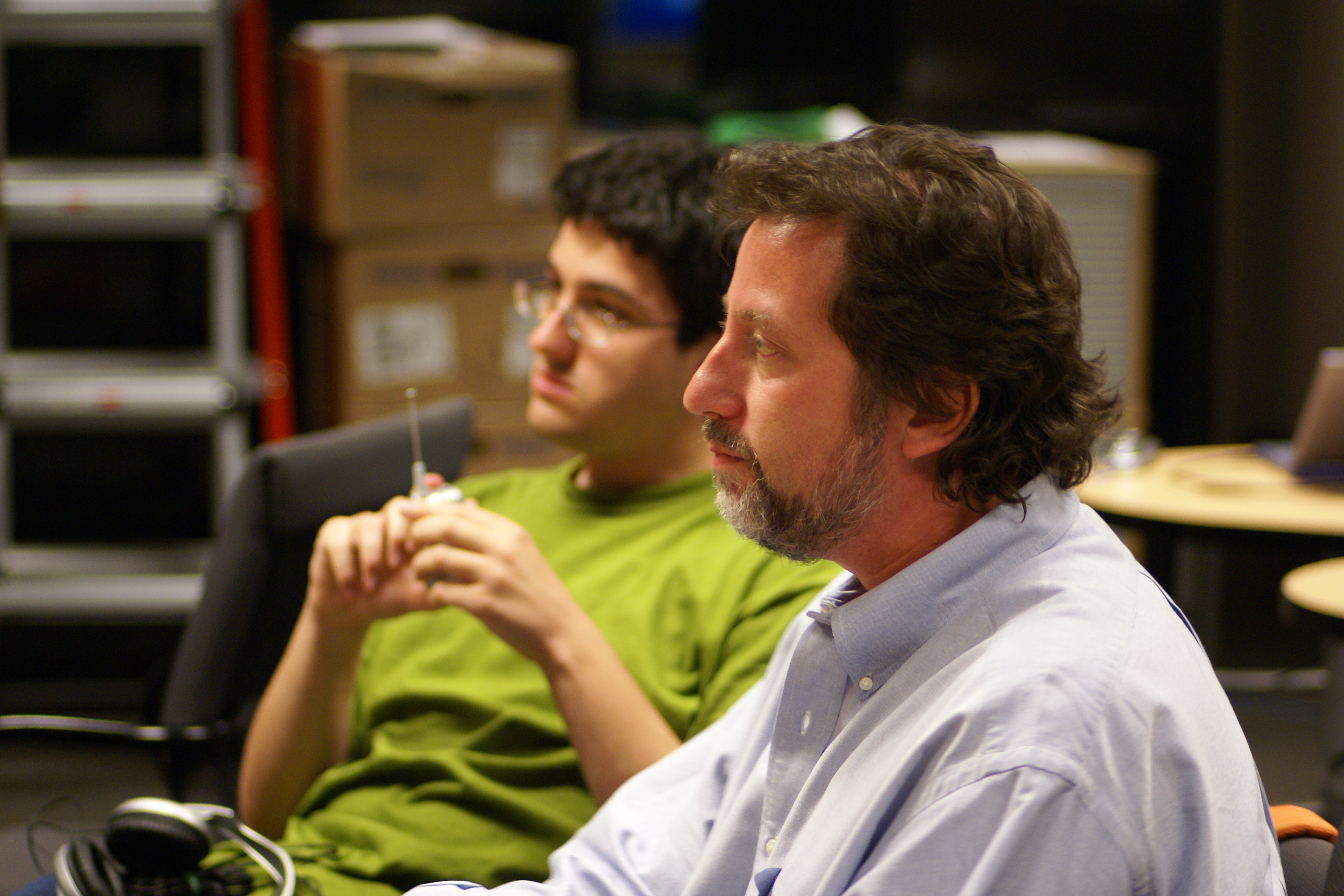
Джордан Вайзмен (праворуч), співзасновник компанії

Harebrained Schemes заснована 2011 року Джорданом Вайзменом і Мітчем Гітельманом. Того ж року новоутворена компанія з двох осіб почала працювати над мобільною грою, стратегією в реальному часі, Crimson: Steam Pirates. Відеогра була видана Bungie Aerospace Corporation та стала однією з «найкращих ігор для IPhone 2011 року» за версією вебсайту Metacritic. Наступного року, 21 червня, була випущена ще одна мобільна гра студії, аркада Strikefleet Omega, яка стала однією з «найкращих ігор Google Play за 2012 рік». Обидва проекти були тепло зустріті як критиками, так і гравцями.

### Shadowrun
2012 року компанія вирішила розробити відеогру на основі кіберпанкового та фентезійного вигаданого всесвіту Shadowrun, й 4 квітня запустила краудфандингову кампанію на Kickstarter. Менш ніж за два дні було зібрано необхідну суму в 400 тисяч доларів США, а на кінець зборів, 29 квітня, — понад 1,8 мільйона. Shadowrun Returns була випущена 25 липня 2013 року. В листопаді 2013 року було оголошено про розробку першого доповнення до відеогри, Shadowrun: Dragonfall, яке вийшло 27 лютого 2014 й додало нову сюжетну кампанію, дії якої відбуваються в Берліні. Влітку стало відомо, що компанія вже займається розробкою поліпшеної версії першого доповнення, випуск якого відокремить Shadowrun: Dragonfall від оригінальної відеогри. 18 вересня 2014 року окремо від Shadowrun Returns відбувся реліз нової частини серії, Shadowrun: Dragonfall — Director's Cut.
16 грудня 2014 року стало відомо, що компанія планує запустити нову краудфандингову кампанію для нової відеогри у серії Shadowrun в січні 2015 року, а трохи пізніше стало відомо, що нова частина називатиметься Shadowrun: Hong Kong. 13 січня 2015 року проект на Kickstarter був запущений, й вже менш ніж за дві години було зібрано мінімальну суму фінансування, а саме 100 тисяч доларів США. На кінець кампанії загалом було зібрано понад 1,2 мільйона. 20 серпня 2015 року відбувся повноцінний реліз Shadowrun: Hong Kong, а 5 лютого 2016 року вийшла, обіцяна розробниками при досягненні в 1 мільйон доларів США, додаткова кампанія, яка увійшла до нової версії відеогри, Shadowrun: Hong Kong — Extended Edition.

### Golem Arcana

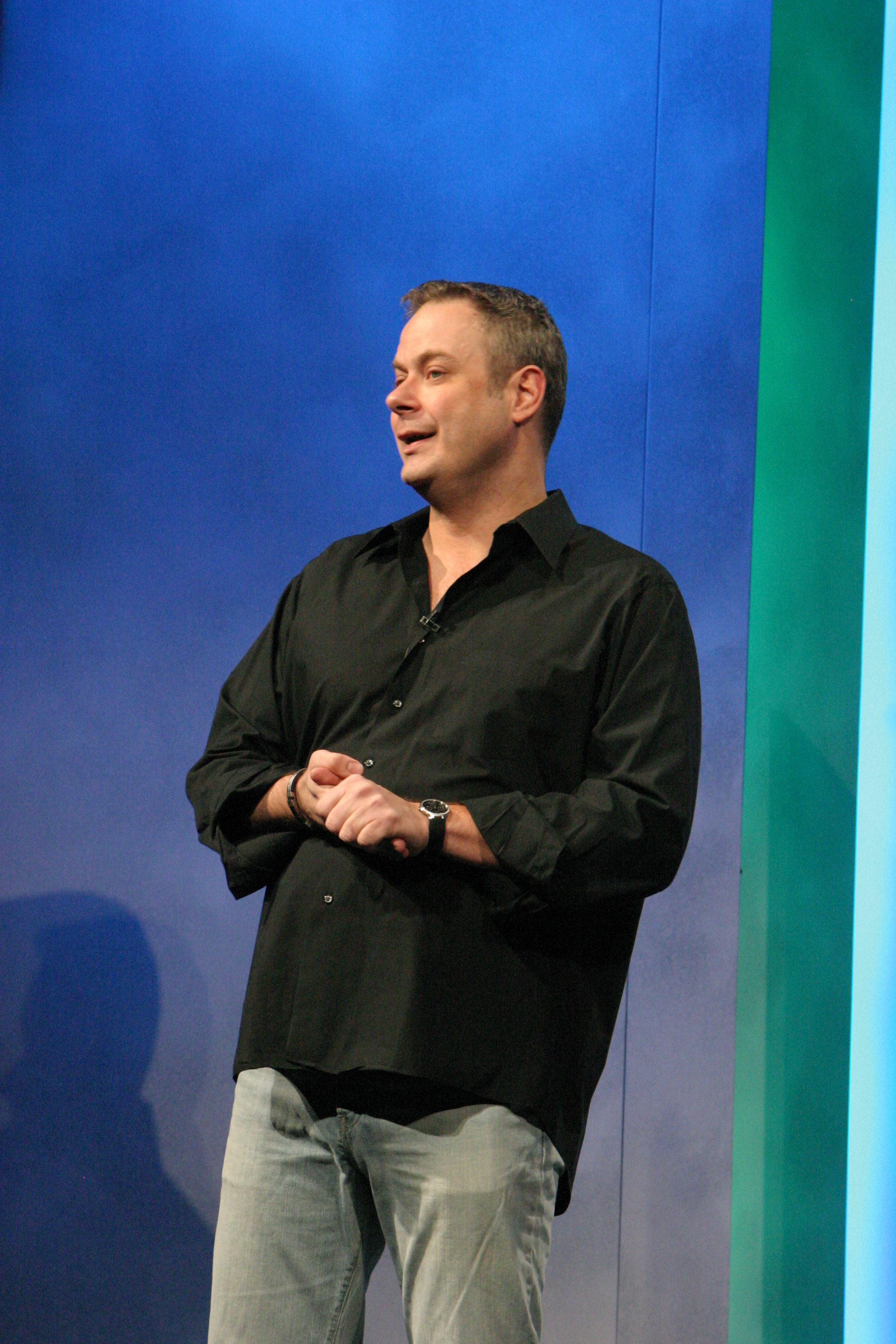
Виконавчий продюсер Golem Arcana Рей Віннінгер у 2008 році

Окрім серії відеоігор Shadowrun, HBS також відома за розробку власної настільної гри, Golem Arcana, яка поєднує використання смартфонів чи планшетів зі справжньою ігровою дошкою та мініфігурками. За допомогою мобільного застосунку відкривається можливість керувати правилами гри, ігровим процесом тощо, а для покращення взаємодії між компонентами гри необхідно використовувати bluetooth стилус. Кампанія на фінансування проекту на Kickstarter розпочалася 10 вересня 2013 року, й вже наступного дня було зібрано близько 20 % від загальної суми в 500 тисяч доларів США. На кінець зборів було отримано понад 510 тисяч. 13 серпня 2014 року Golem Arcana стала доступною для продажів та була випущена на Android та IOS. 14 серпня настільна гра була представлена розробниками на Gen Con 2014. Протягом декількох років HB Schemes оновлювала Golem Arcana, додаючи нових героїв, нові сценарії та нові можливості.

### Necropolis
Восени 2014 року стало відомо про розробку нової відеогри жанру action RPG та roguelike, Necropolis. На PAX East 2015 було представлено багато додаткової інформації пов'язаної з відеогрою: зображення ігрового процесу та деяких персонажів, перший трейлер тощо. На відміну від інших ігор компанії, Necropolis розроблялася без кампанії на Kickstarter. Також, пізніше стало відомо, що більшість рівнів будуть процедурно генерованими. Necropolis була випущена на Microsoft Windows 12 липня 2016 року, а 4 жовтня — на PlayStation 4 та Xbox One. Загалом відеогра отримала змішані відгуки як критиків, так і гравців.

### BattleTech
29 вересня 2015 року, вже вп'яте, розробники розпочинають кампанію зі зборів коштів на Kickstarter для фінансування їх нового проекту, BattleTech, відеогри жанру покрокової стратегії. За сюжетом гри, у світі 3025 рік, людство вже на повну використовує великі механізовані бойові машини, а вся галактика занурилася в безкінечні міжусобні війни. Менш ніж за годину було зібрано необхідну суму в 250 тисяч доларів США. На 3 листопада, кінець зборів, було зібрано понад 2,8 мільйона, що побило всі минулі досягнення компанії, й розробники з такої нагоди доповнили відеогру, додавши до неї однокористувацьку сюжетну кампанію (обіцяно додати при досягненні в 1 мільйон), розширену версію кампанії (1,5 мільйона), багатокористувацький режим (2,5 мільйона) тощо. Протягом розробки, HBS публікувала багато додаткової ознайомлювальної інформації про власний проект: деталі сюжетної кампанії, зображення графіки, інформацію про головних персонажів тощо. На Gen-Con 2016 компанія представила перше відео ігрового процесу, кінематографічний тизер, а також відповіла на деякі запитання публіки. 12 травня 2017 року стало відомо, що Harebrained Schemes підписала угоду про співпрацю з компанією Paradox Interactive, яка за умовами договору допомагатиме студії у виданні відеогри (надаватиме маркетингову підтримку, деякі послуги локалізації та кошти для додаткового тестування в обмін на частину виручених грошей продажів гри). Компанія представила нову інформацію та деякі деталі ігрового процесу на Gen-Con 2017 та Gamescom 2017. BattleTech була випущена 24 квітня 2018 року на Microsoft Windows та MacOS. Версія відеогри на Linux та переклад гри іншими мовами (німецькою, французькою та російською) нині знаходяться в розробці. Загалом, BattleTech отримала схвальні відгуки від критиків та гравців.

#### Доповнення
21 серпня 2018 року було оголошено про запланований вихід першого доповнення до відеогри, Flashpoint, яке б мало додати нові розгалужені короткі сюжетні місії, три нові «мехи» (великі механізовані бойові машини) та тропічний біом. BattleTech: Flashpoint разом із глобальним оновленням вийшло 27 листопада 2018 року.
Восени також стало відомо, що розробниками заплановано до виходу ще два доповнення: Urban Warfare, яке має вийти влітку 2019 року й дасть можливість гравцям грати в новому, міському середовищі, додасть пару нових механік й нових «мехів», та третє доповнення, інформацію про яке, поки що, не було опубліковано.

### Придбання компанії
5 червня 2018 року компанія Paradox Interactive оголосила про придбання HBS за фіксовану ціну в розмірі 7,5 мільйона доларів США. Подібну інформацію також оголосила компанія Harebrained Schemes на сторінці краудфандингової кампанії BattleTech в короткому відеозверненні від Мітча Гітельмана та Джордана Вайзмена.
Paradox Interactive також наголосила, що не має намірів впливати на розробку відеоігор компанії й допомагатиме студії у виданні власних розробок, даватиме фінансові поради (консультації) тощо, а також те, що за власним бажанням HBS можуть залишитися в Сіетлі.

## Розроблені відеоігри
| Назва гри              | Дата випуску      | Жанр / Тип                                                 | Платформа                                                  | Видавець                     |
| ---------------------- | ----------------- | ---------------------------------------------------------- | ---------------------------------------------------------- | ---------------------------- |
| Crimson: Steam Pirates | 1 вересня 2011    | Стратегія в реальному часі                                 | Google Chrome, IOS                                         | Bungie Aerospace Corporation |
| Strikefleet Omega      | 21 червня 2012    | Аркада                                                     | Android, IOS                                               | 6waves                       |
| Shadowrun Returns      | 25 липня 2013     | Тактична рольова відеогра                                  | Microsoft Windows, MacOS, Linux, Android, IOS              | Harebrained Holdings         |
| Shadowrun: Dragonfall  | 18 вересня 2014   | Тактична рольова відеогра                                  | Microsoft Windows, MacOS, Linux, Android, IOS              | Harebrained Holdings         |
| Golem Arcana           | 13 серпня 2014    | Настільна гра з візуальною підтримкою через Android та IOS | Настільна гра з візуальною підтримкою через Android та IOS | Harebrained Holdings         |
| Shadowrun: Hong Kong   | 20 серпня 2015    | Тактична рольова відеогра                                  | Microsoft Windows, MacOS, Linux                            | Harebrained Holdings         |
| Necropolis             | 12 липня 2016     | Action RPG Roguelike                                       | Microsoft Windows, MacOS, PlayStation 4, Xbox One          | Bandai Namco Entertainment   |
| BattleTech             | 24 квітня 2018    | Покрокова стратегія                                        | Microsoft Windows, MacOS, Linux (в розробці)               | Paradox Interactive          |
| BattleTech: Flashpoint | 27 листопада 2018 | Доповнення                                                 | Microsoft Windows, MacOS, Linux (в розробці)               | Paradox Interactive          |